# Зимрок, Николаус
Николаус Зимрок (нем. Nikolaus Simrock; 23 августа 1751 — 12 июня 1832) — немецкий музыкальный издатель. С 1744 года служил в Бонне валторнистом в капелле местного курфюрста и заведующим нотной библиотеки при капелле. Оставил службу в 1790 году. В 1793 году основал в Бонне музыкальное издательство «Зимрок», ставшее одним из крупнейших издательств в Германии. Здесь издавались сочинения Л. Бетховена, Шумана, Мендельсона, И. Брамса, А. Дворжака, М. Бруха.
Сыновья Николауса — Карл Йозеф и Петер Йозеф. Петер Йозеф Зимрок унаследовал у отца фирму.